# Grailhen
 Grailhen es una población y comuna francesa, situada en la región de Mediodía-Pirineos, departamento de Altos Pirineos, en el distrito de Bagnères-de-Bigorre y cantón de Vielle-Aure.

## Demografía
| 8 | 18 | 15 | 11 | 8 | 12 | 15 |
| Para los censos de 1962 a 1999 la población legal corresponde a la población sin duplicidades (Fuente: INSEE [Consultar]) |    |    |    |   |    |    |